# Tachina brunneri
Tachina brunneri är en tvåvingeart som först beskrevs av Friedrich Hermann Loew 1873.  Tachina brunneri ingår i släktet Tachina och familjen parasitflugor.
Artens utbredningsområde är Serbien. Inga underarter finns listade i Catalogue of Life.